# Васабі
Васа́бі, або япо́нський хрін (Eutrema wasabi, яп. 山葵, ワサビ) — багаторічна рослина родини капустяних. Належить до харчових культур і типових спецій японської кухні.

## Опис

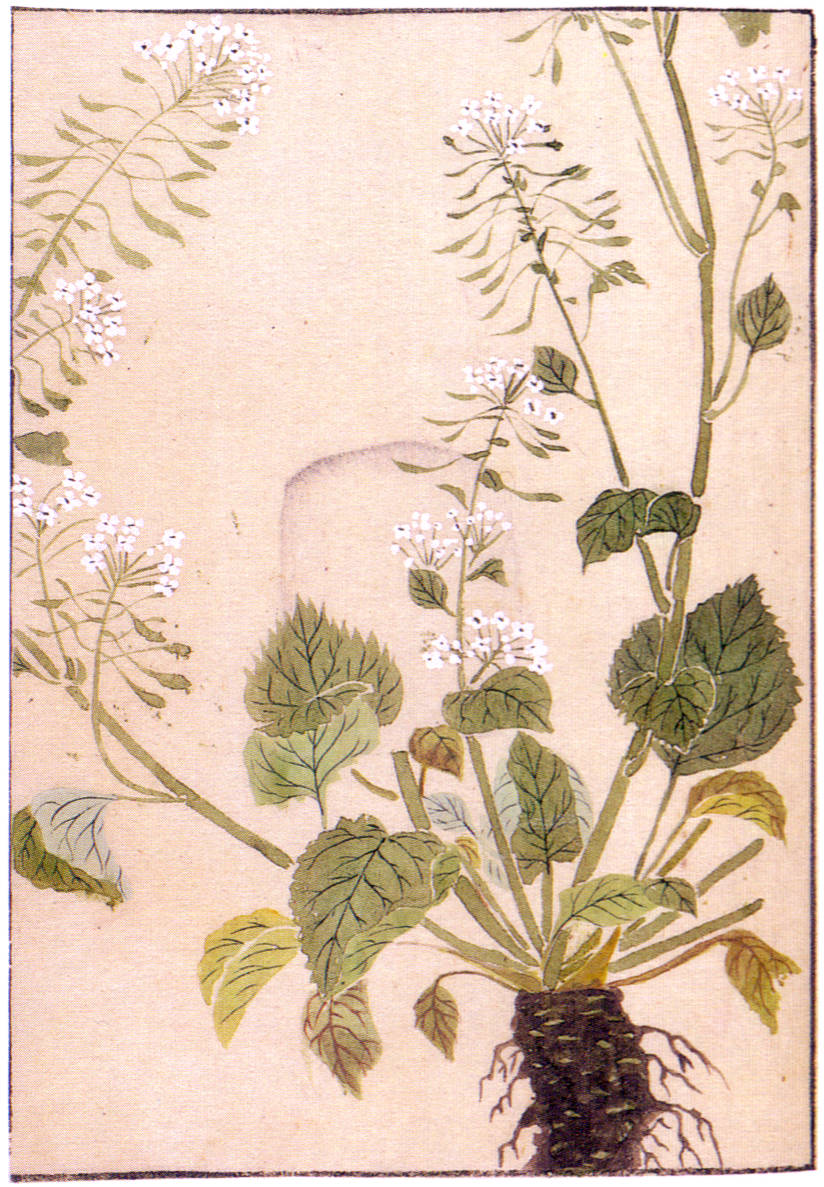
Васабі — малюнок Івасаки Канена (1828)

Трав'яниста рослина заввишки 20–60 (рідко до 75) см. Кореневище вертикальне, завтовшки до 3 см, зелене зовні, біле у перерізі. Стебла сланкі або висхідні, нерозгалужені, голі. Листки зібрані у прикореневу розетку, а також вкривають стебло. Прикореневі листки прості, довгочерешкові, серцеподібні, із гладким або городчастим краєм. вкритим листям стеблом, повзучим або що підводиться, досягаючи висоти до 45 см. Стеблові листки від серцеподібно-яйцеподібних до яйцеподібних.
Квітки дрібні, білі, з приквітками, зібрані у верхівкову кисть. Пелюстки яйцеподібної форми, з витягнутим нігтиком. Цвітіння в квітні — травні. Плід — стручок з вісьмома насінинами.

## Культивування
Васабі росте по берегах гірських річок. Культивувати цю рослину почали в IX столітті. Існують два методи її вирощування: в холодній гірській воді в напівпритопленому стані (хон-васабі) і на городі. Другий сорт вважається менш якісним, васабі, що виріс на березі, відрізняється яскравішим смаком.

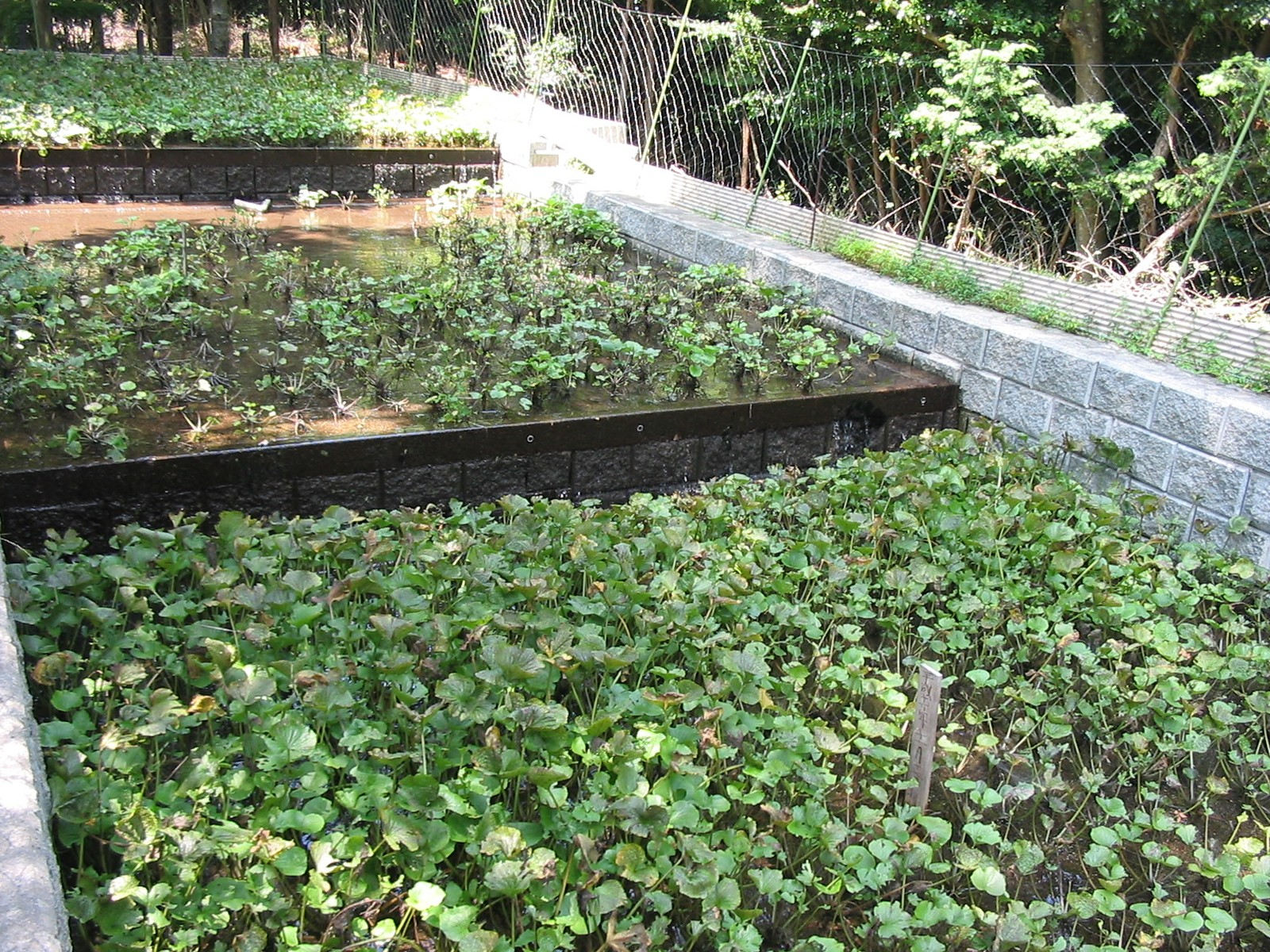
Плантація васабі в Японії, на півострові Ідзу

Васабі культивують на Тайвані, в США, в Китаї, в Кореї і в Новій Зеландії.
Завдяки особливим речовинам — ізотіоціанатам — ця рослина перешкоджає руйнуванню зубів. Дослідження показали, що ці речовини пригнічують ріст бактерії Streptococcus mutans — одної з бактерій, що викликають карієс. Завдяки тим же ізотіоціанатам васабі передбачається використовувати для боротьби з раковими пухлинами. Крім того, відома здатність васабі запобігати утворенню тромбів і грати роль антиастматичного компоненту. Надзвичайну популярність приправи у поєднанні із сирою рибою можна пояснити сильними антимікробними властивостями васабі.

## Приправа

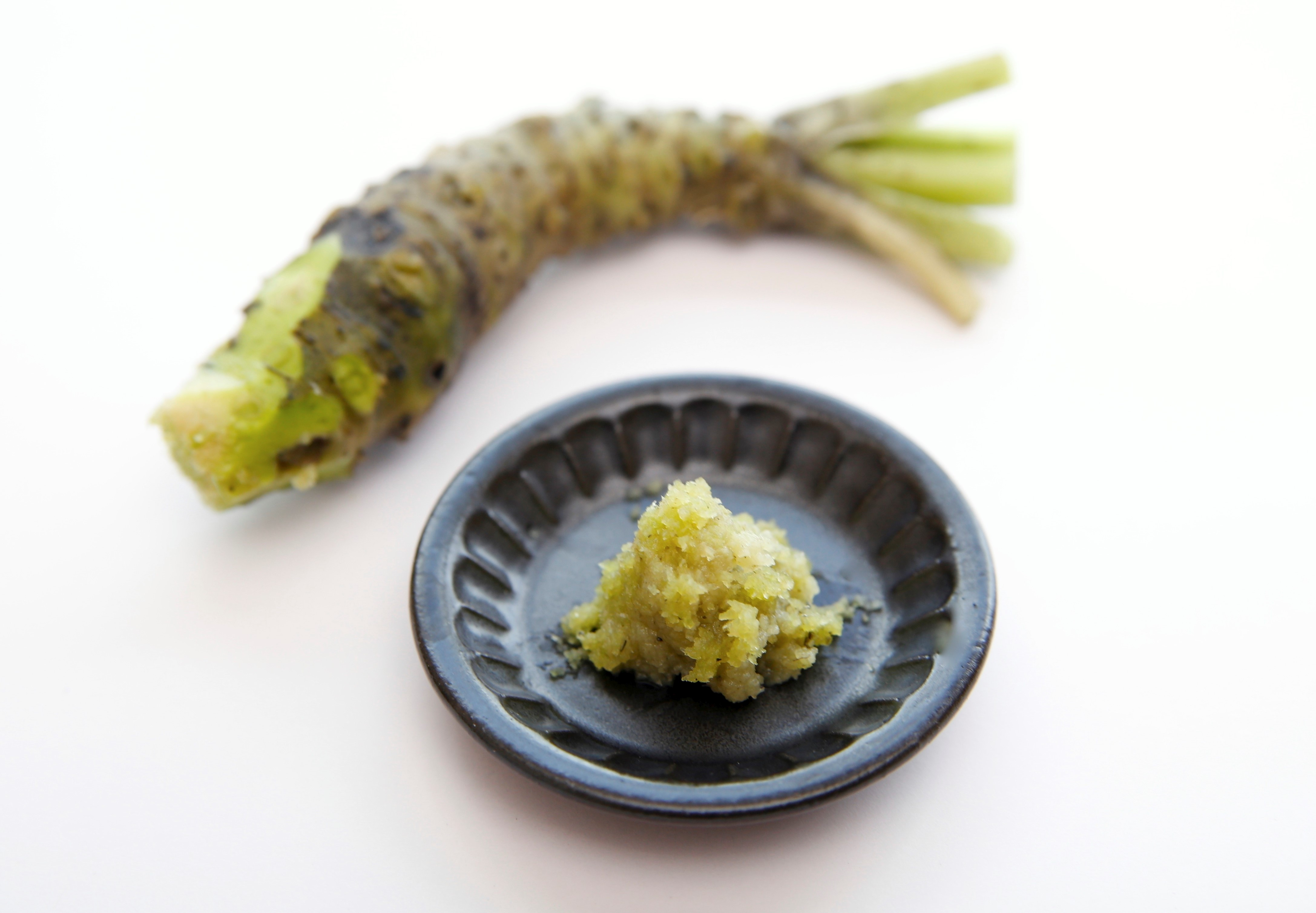
Корінь васабі

Вживання васабі в їжу у вигляді натертого кореня почалося з 1396 року в районі Сідзуока. За переказами, мешканці Сідзуоки принесли васабі в дар майбутньому сьогуну, якому приправа сподобалася, і він став поширювати васабі в інших регіонах Японії.
Стебла і квітки васабі також використовуються в японській кухні. Зокрема, з них готується темпура. Для приготування використовується три-чотирирічне коріння.
Унаслідок високої вартості васабі, в переважній більшості ресторанів, як в Японії, так і за її межами, використовують імітацію васабі на основі звичайного хрону, спецій і харчових барвників. Імітація васабі виробляється у вигляді порошку або готової до вживання пасти в тюбиках. 

## Галерея

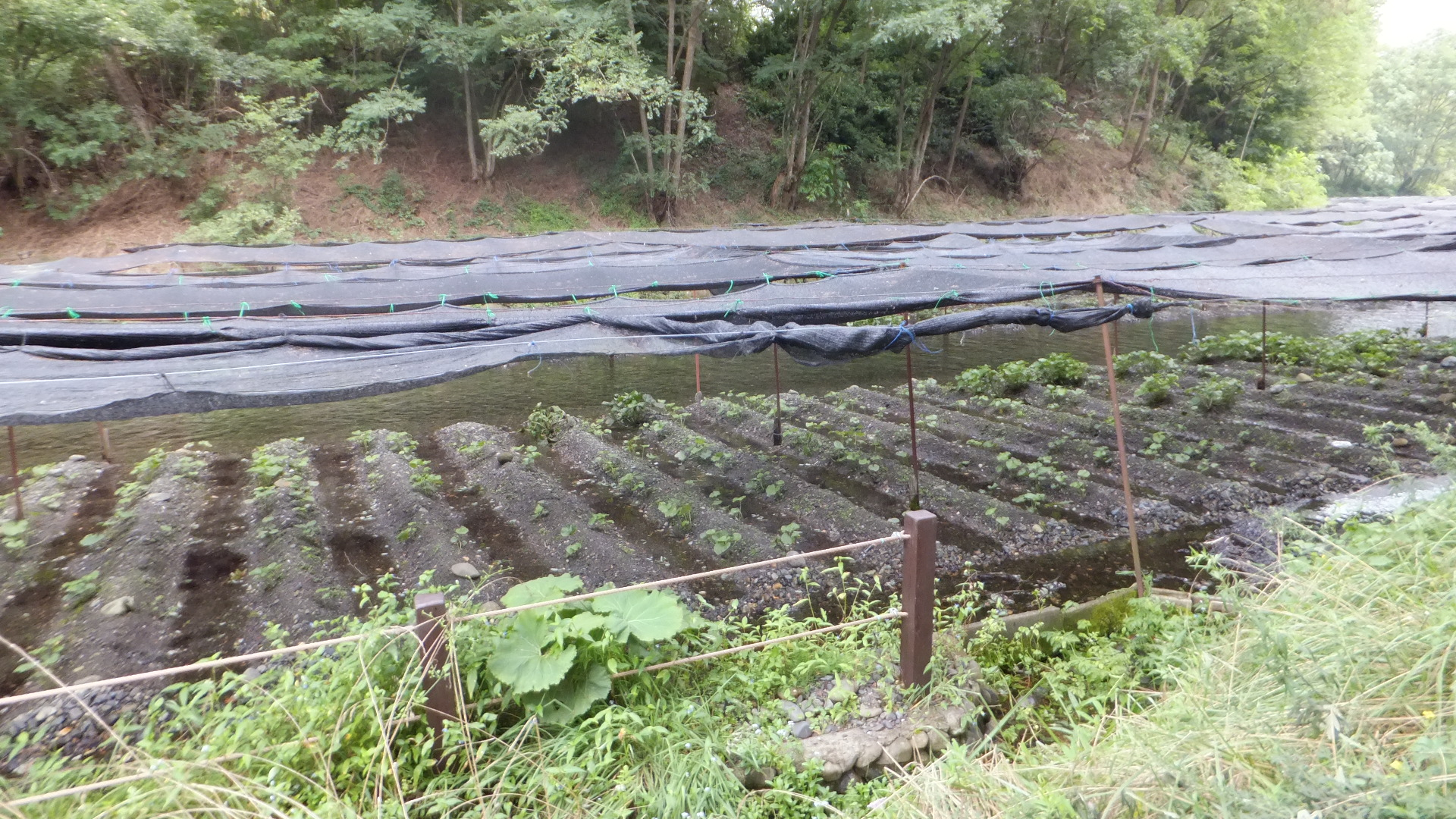
Ферма Дайо
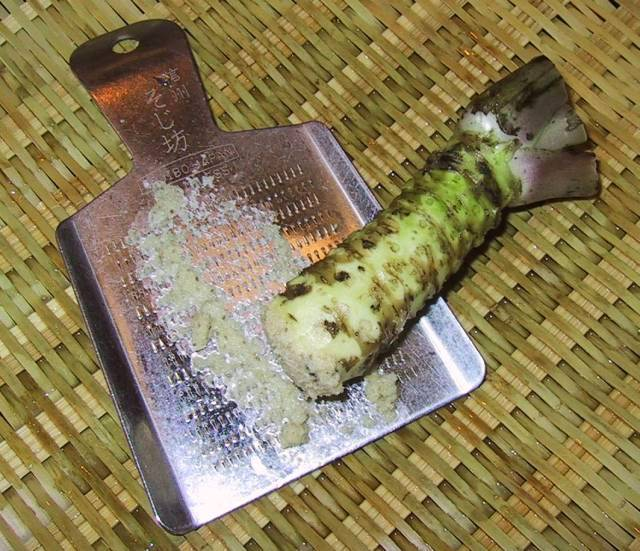
Васабі на тертці
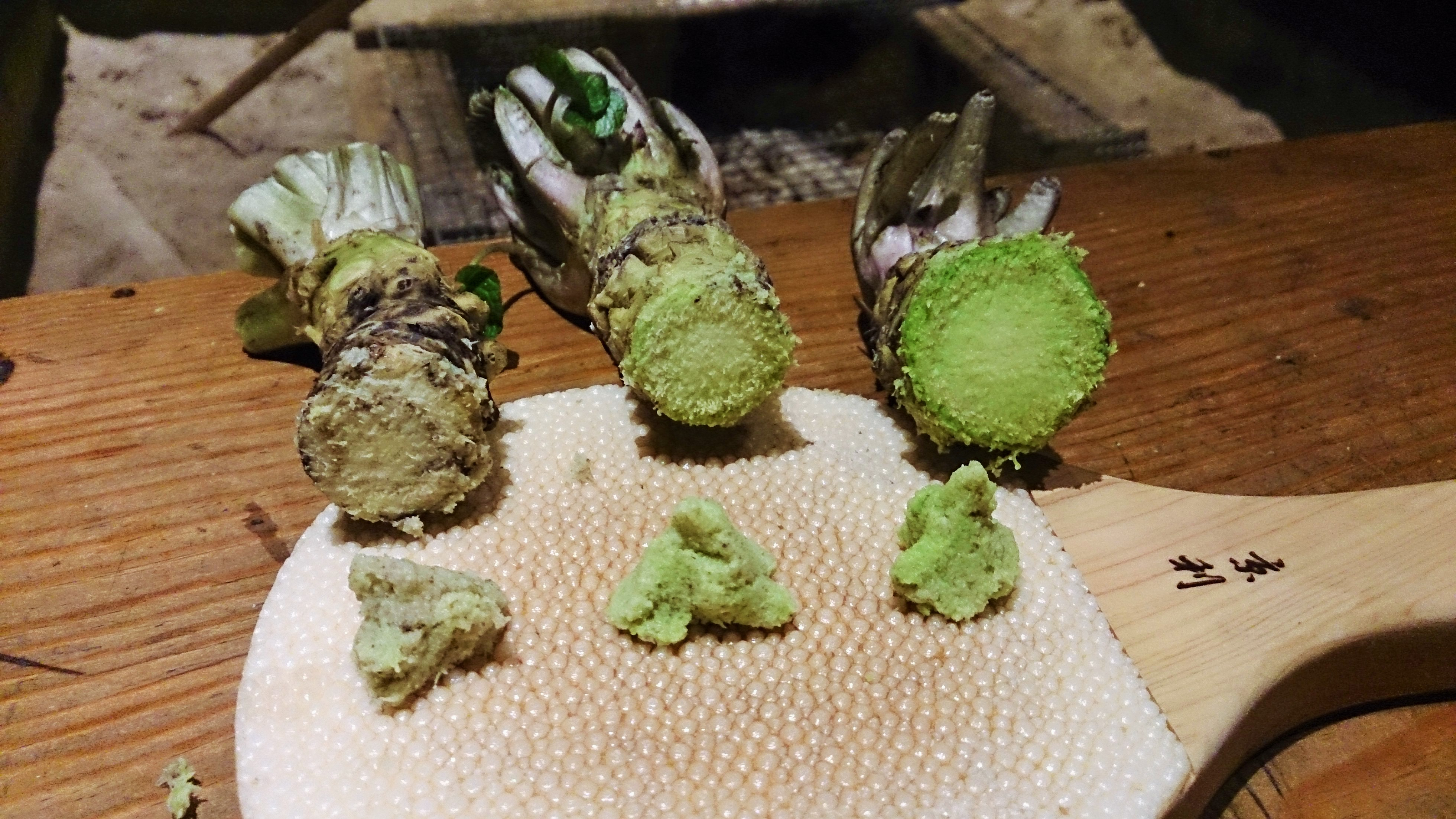
3 види васабі
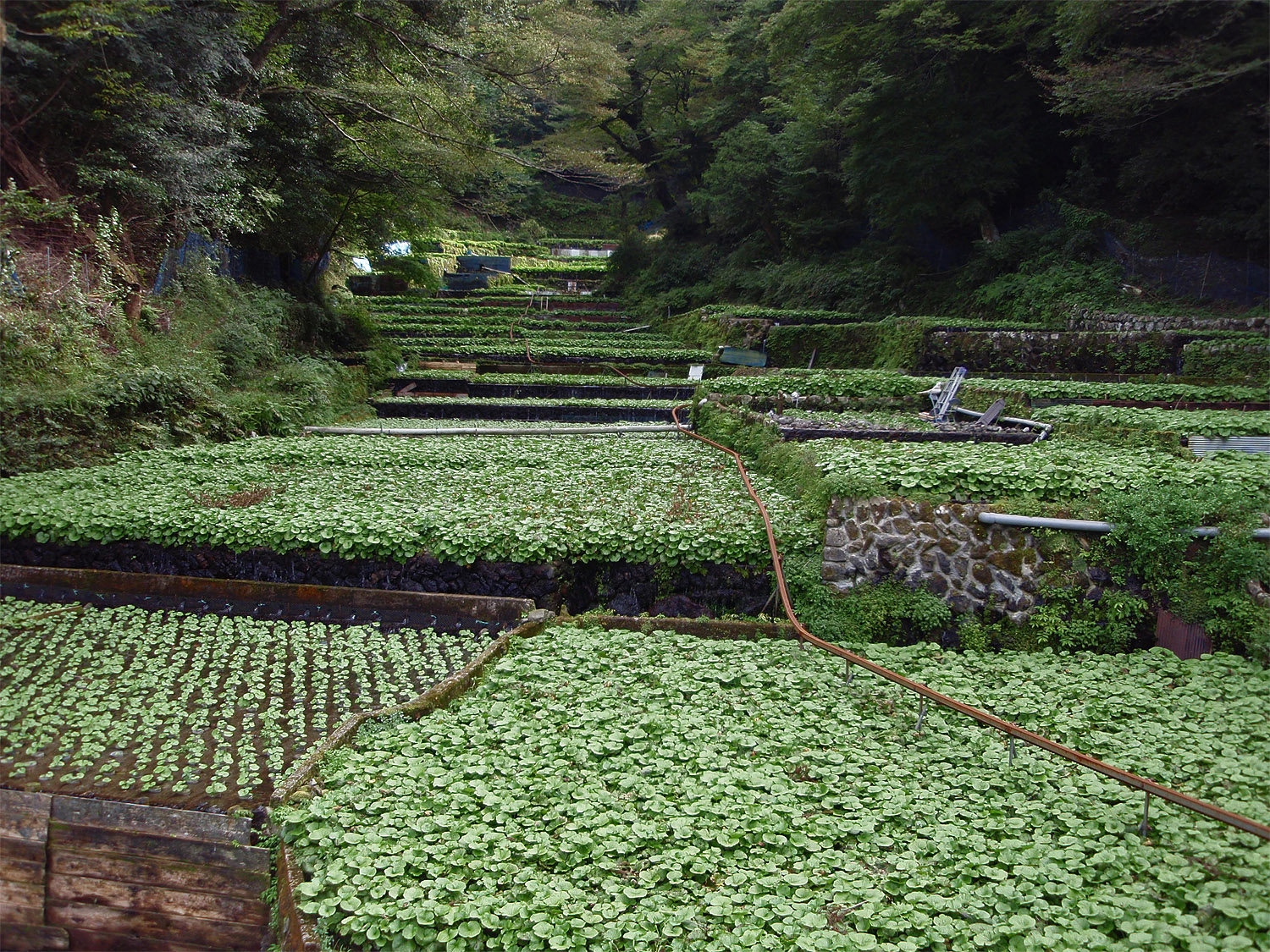
Поле васабі
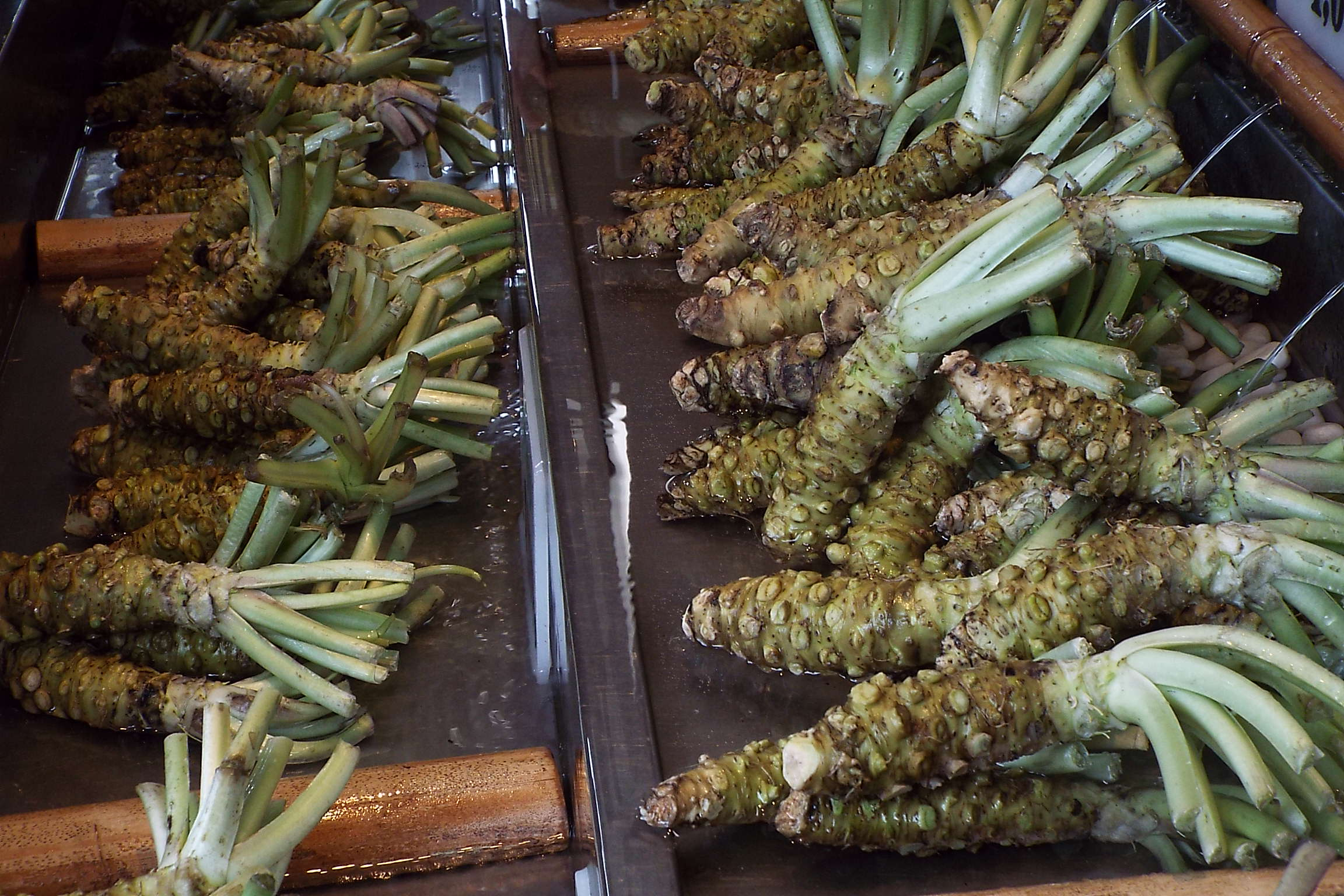
Васабі на продаж
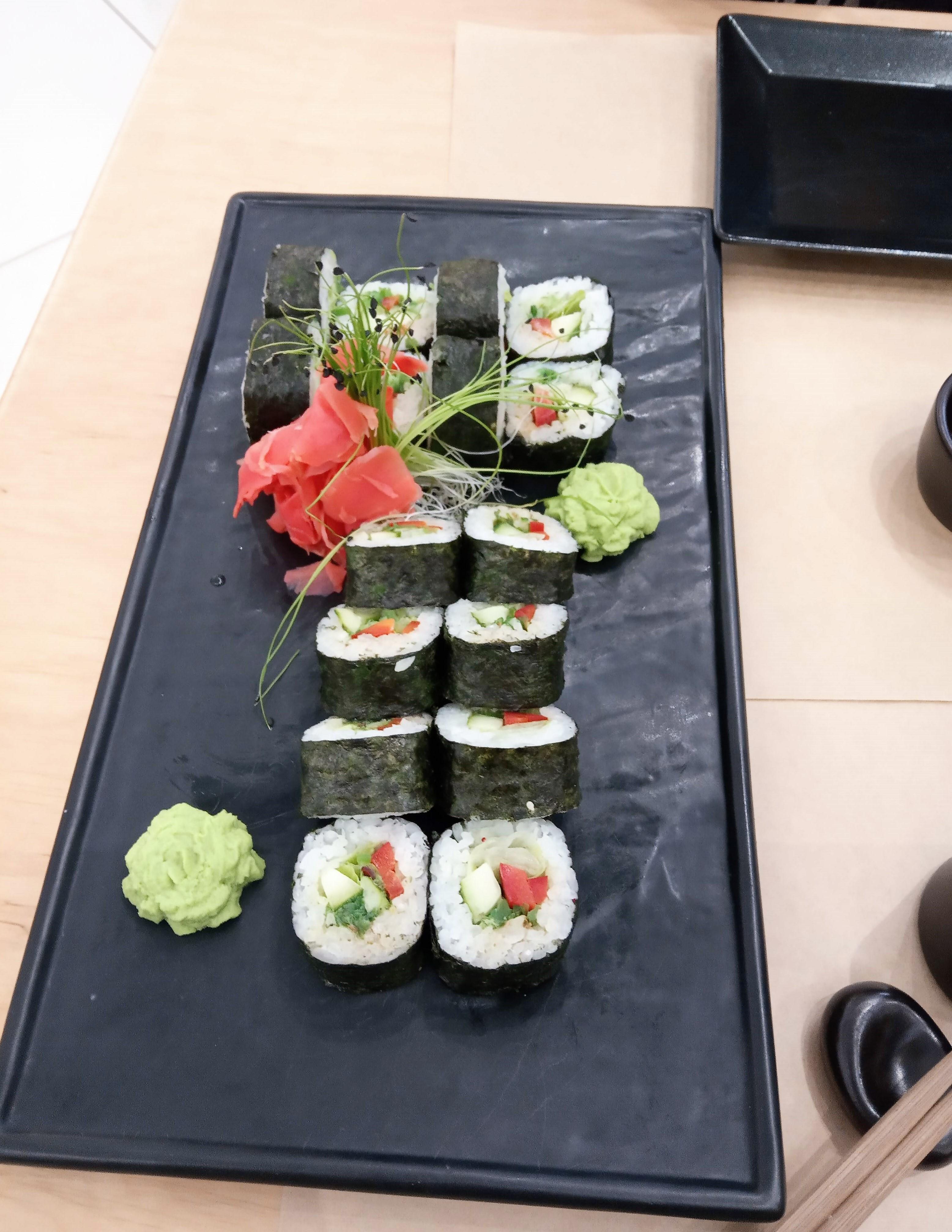
Суші Макі Овочевий із кунжутовим соусом, імбирем та васабі. Чернігів, 2020
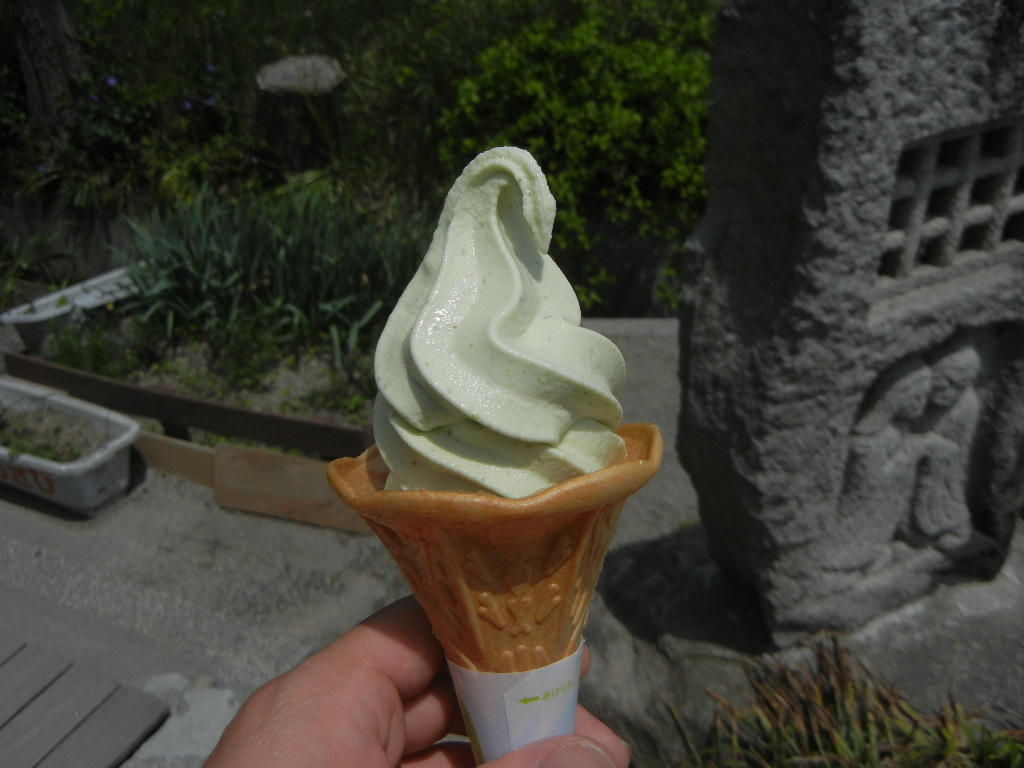
Морозиво із васабі
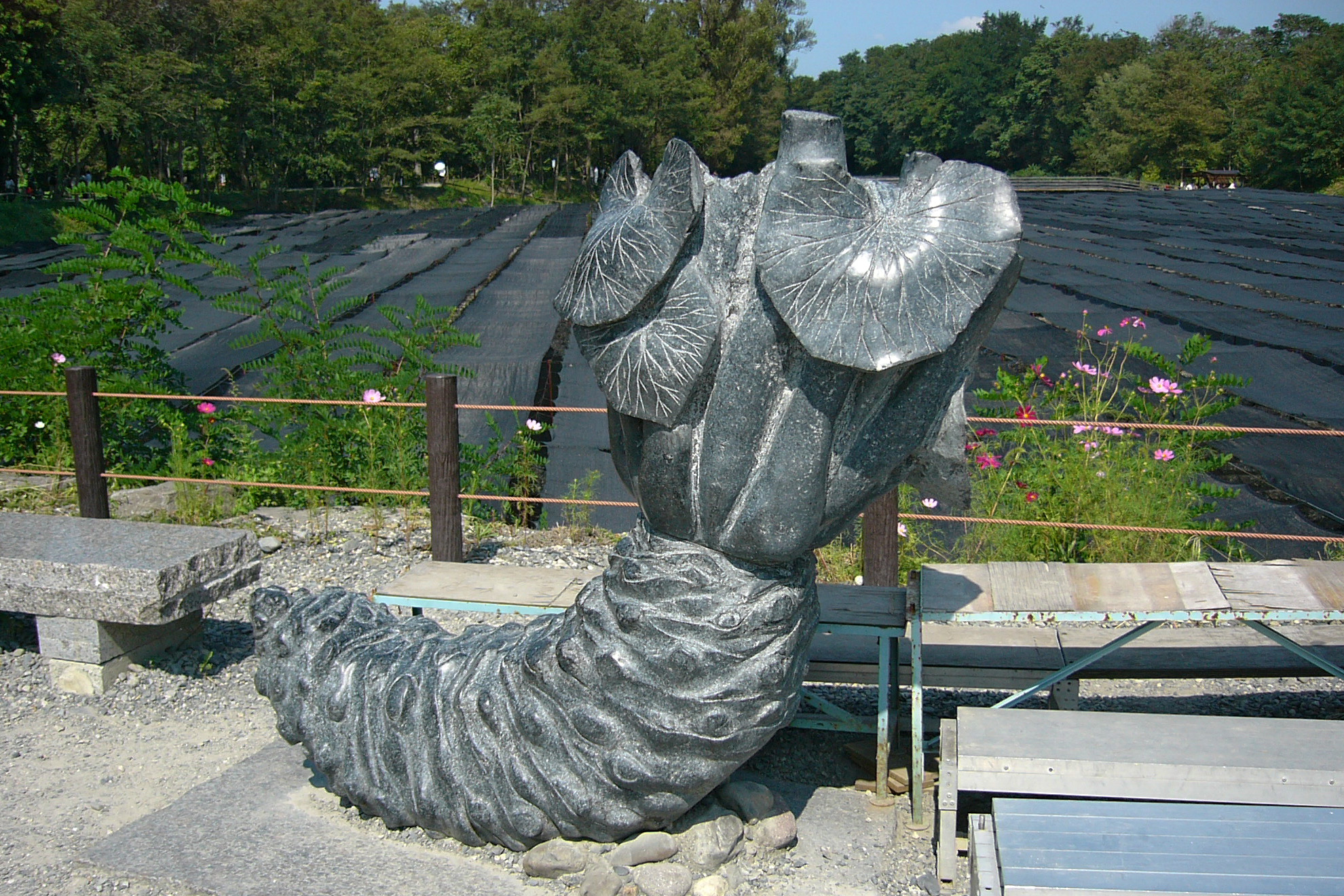
Пам’ятник васабі
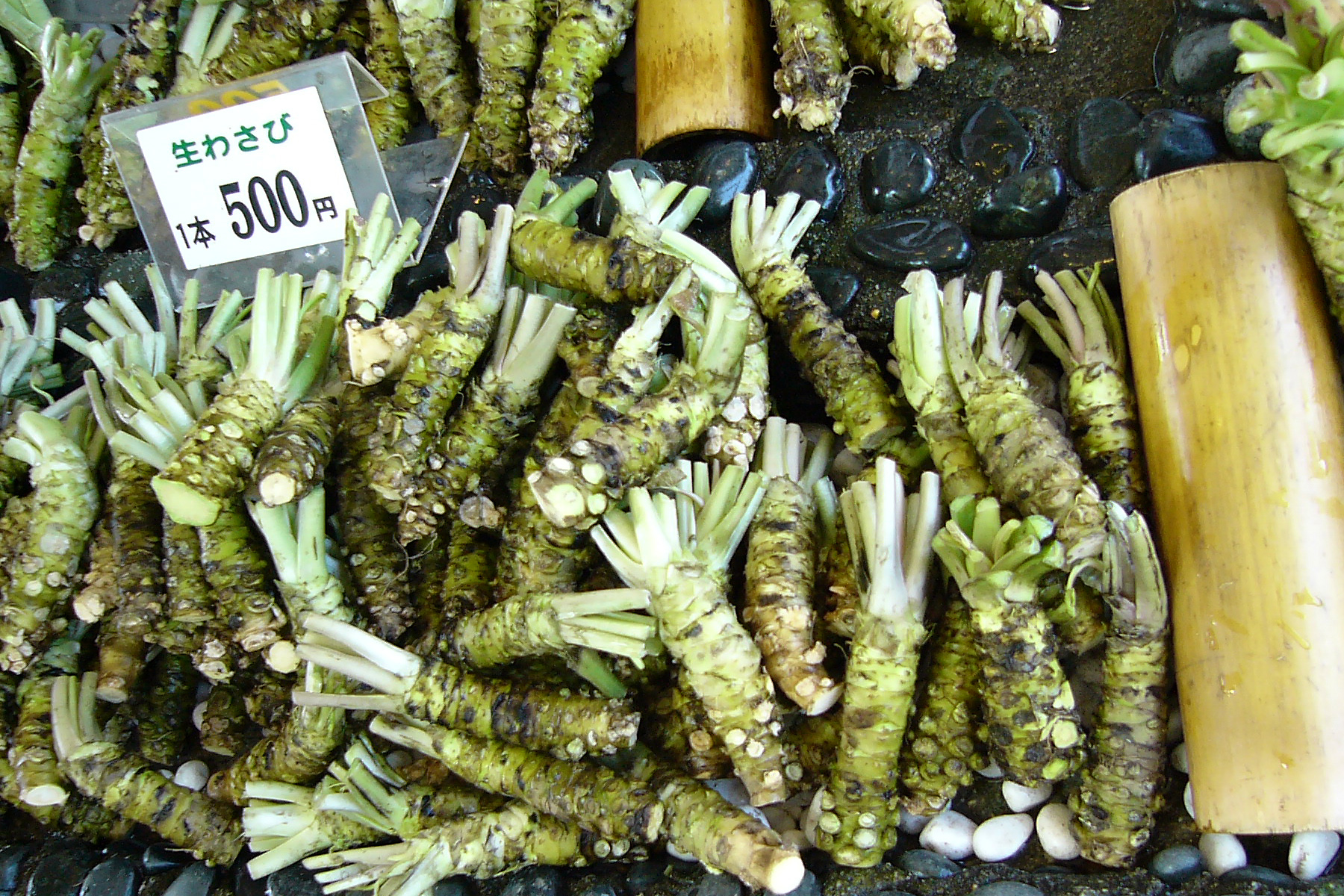
Васабі в магазині